# August Lindberg (skådespelare)
Johan August Lindberg, född 3 september 1846 i Hedemora, död 18 november 1916 i Råsunda, var en svensk skådespelare, regissör och teaterdirektör.
Lindberg är mest känd för sin tolkning av Hamlet, som han spelade åtskilliga gånger under karriären, och han gjorde även alla de andra stora Shakespeare-rollerna. Som teaterledare var han en av de främsta introduktörerna av Henrik Ibsens pjäser i Sverige, och med sina enmanstolkningar av till exempel Shakespeares Stormen och Goethes Faust turnerade han inte bara i Sverige utan även i USA. 
Lindberg verkade på i stort sett alla de större teatrarna i Sverige, och turnerade i flera perioder i landsorten med resande teatersällskap. Han utmärkte sig i sitt spel genom sin egendomliga diktion och sitt excentriska sätt, och han blev ofta imiterad. Trots detta hölls han som en av landets främsta skådespelare.

## Biografi

### Uppväxt
Lindberg föddes den 3 september 1846 i Hedemora som son till stadens brandvakt, ringare och dödgrävare Carl Fr. Lindberg och dennes hustru Kristina Jansdotter. Hemmet var fattigt och  den unge Johan, som han då kallades, fick redan som barn bidra till sitt uppehälle, bland annat genom att gå omkring i husen och sälja bröd för ett bageri. För detta fick han sex skilling per riksdaler han sålde för. Fram till dess att han var fjorton gick han tidtals i en lancasterskola. Efter konfirmationen skulle han ut i världen för att förtjäna sina egna pengar. Han fick följa med en skjutsbonde till Västerås, och därifrån reste han med diligens till Stockholm, där han genast fick plats som kypare på det ansedda värdshuset Blå porten på Djurgården.
Under tiden han arbetade på Blå porten såg han en kväll En midsommarnattsdröm på Kungliga stora teatern. "Efter den kvällen var jag aldrig mig lik, utan blef som förtrollad", skrev han i sina memoarer. Han ville nu börja en bana inom teatern, men då han behövde pengar för att utbilda sig lyckades han på rekommendation av en stockholmsk vinhandlare hösten 1864 få anställning som överkypare på stadshotellet i Östersund, där han stannade i ett år. I Östersund uppträdde han också vid ett sällskapsspektakel som gavs till förmån för den då nya och populära Skarpskytterörelsen. Pjäsen som gavs var Frans Hedbergs lustspel Min vän löjtnanten, och eftersom inga kvinnor fick medverka spelade Lindberg fruns roll. Hans lust till teatern stärktes, och han reste i september 1865 till Stockholm för att försöka komma in på Kungliga teatrarnas elevskola. Han sökte upp elevskolans föreståndare Johan Jolin och blev antagen till elevskolan, där han blev kvar till våren 1866.

### Tidig karriär
Efter utbildningen fick Lindberg anställning hos Carl Otto Lindmark, som hade ett av tidens bättre resande teatersällskap, men stannade endast där en kort tid under hösten 1866, innan han kom till ett sällskap lett av Johan Fredrik Lundgrén, där han stannade i tre år. Det var svåra år; sällskapet gick inte alltid så bra att direktören kunde betala ut lön till sina skådespelare, som därför ofta fick svälta. Sommaren 1869, då sällskapet spelade på den nya sommarteatern på Mosebacke, fick han engagemang vid det ansedda Elfforsska sällskapet, som övertagits av Thérèse Elfforss sedan hennes make Lars Erik Elfforss avlidit den 23 juni samma år. Hos Elfforss stannade han i två år och reste i landsorten; sommaren 1870 uppträdde sällskapet på Humlegårdsteatern.
Hösten 1871 fick han engagemang vid Kungliga Teatrarna efter att den 12 maj ha debuterat som Richard Sheridan. Hans andra debut, som ägde rum den 12 september, blev som Gringoire i Théodore de Banvilles pjäs med samma namn. Han gjorde ingen större lycka i någon av dessa uppgifter, men fick ändå göra ett par andra roller under spelåret: Florizel i En vintersaga och Wilhelm av Oranien i Victorien Sardous Allt för fosterlandet.
Då han inte fann sig helt tillrätta på de kungliga scenerna sökte han anställning vid Nya (Svenska) Teatern i Helsingfors från hösten 1872. Här fick han större roller, bland annat Leontes i En vintersaga, George Stephenson i Lorentz Dietrichsons En arbetare och slutligen på våren 1874 den roll i vilken han senare skulle bli så omtalad – och omtvistad: Hamlet. Någon lycka i denna roll gjorde han dock inte vid detta tillfälle, utan först flera år senare.
Från den 1 oktober 1874 tog han ett sex månaders engagemang vid Nya Teatern i Göteborg, som hade köpts av kakelugnsmakaren August Ringnér. Sedan engagemanget förlängts med ytterligare en månad gjorde han i slutet av april 1875 en studieresa till Paris, där han stannade i sju månader. Under sin Parisvistelse var han en flitig teaterbesökare, framför allt på Théâtre Français, och han såg flera gånger under hösten Ernesto Rossi spela Hamlet på Théâtre Italiens Salle Ventadour, där han, som han skriver i sina memoarer, blev "formligen berusad" av italienarens framställning.
Hemkommen till Stockholm fick han uppträda på Kungliga Dramatiska Teatern som Richard Sheridan den 6 december 1875. Inte heller denna gång gjorde han någon succé, och han fick inte engagemang. Han gick då till Bertha Bock och tog en tid lektioner i välläsning och svenska språkets uttal. I mars 1876 erbjöd Edvard Stjernström honom anställning vid Nya Teatern, men då han där endast fick statistroller tog han på hösten samma år åter anställning vid Svenska Teatern i Helsingfors. Där stannade han dock denna gång inte längre än till sommaren 1877, då han reste över till Sverige för att i Sundsvall träffa Thérèse Elfforss sällskap, och han kom överens med henne om att överta den sceniska ledningen av hennes sällskap under de närmaste åren.

### Genombrott

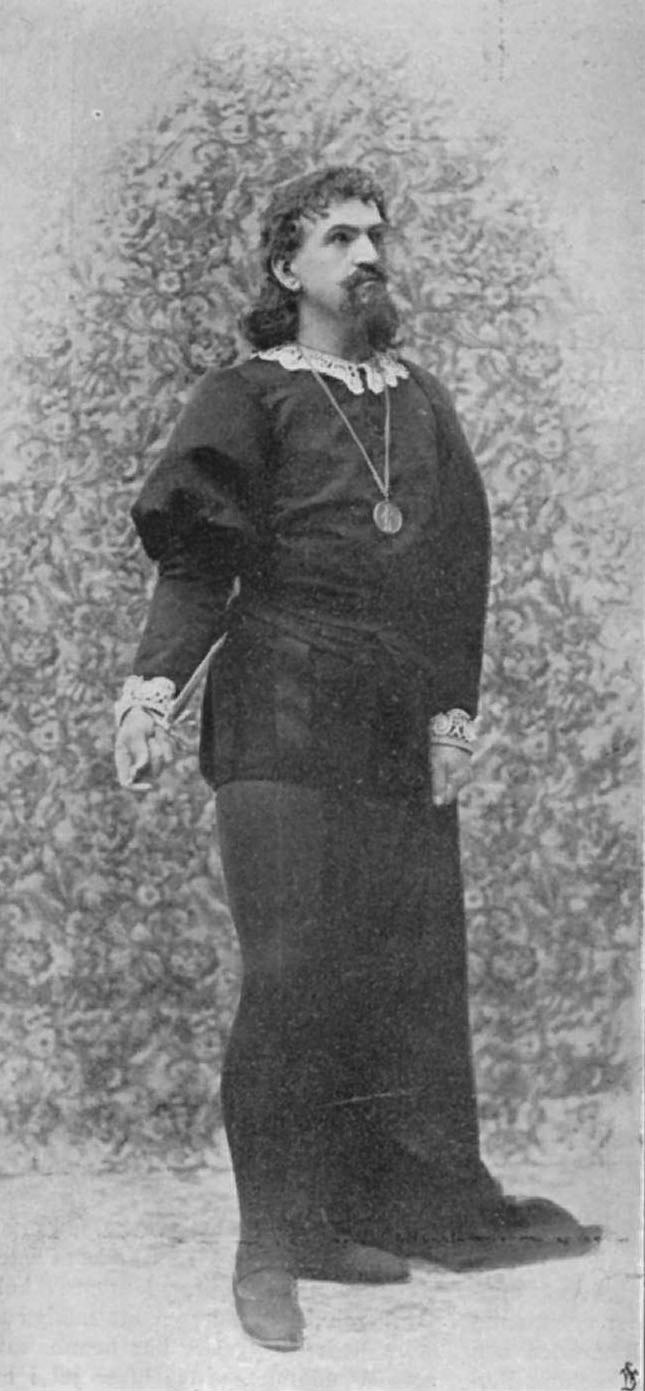
August Lindberg som Hamlet på Svenska Teatern 1898. Fotografi av Herman Hamnqvist.

Under åren i Elfforss resande sällskap började August Lindberg bli mera allmänt omtalad, då hans tolkning av Hamlet nådde en enorm framgång. En del av publiken, framför allt ungdomar, hänrycktes av hans entusiasm, hans originalitet och hans åsidosättande av traditionen, medan andra fann honom överdriven, affekterad och ojämn i sin framställning. Han blev beundrad och klandrad, avgudad och förhånad om vartannat. I Uppsala gav professor Carl Rupert Nyblom hans Hamlet glimrande kritik, medan andra var mer skeptiska.
Hösten 1879 kom Lindberg till Nya Teatern i Stockholm, som då hyrdes av Ludvig Josephson och Victor Holmquist. Under det första spelåret uppträdde han som gäst, men under de båda följande åren var han fast engagerad. Hans första roll på denna scen var Hamlet, som han den 18 september 1879 utförde för Stockholmspubliken för första gången. Huvudstadens kritik var dock inte lika entusiastisk som landsortsstädernas. Man erkände hans "vackra bemödanden", hans "samvetsgranna studier" och hans "sätt att röra sig på scenen både med behag och värdighet", men man fann samtidigt hans spel affekterat och hans röst för kvinnlig och gråtmild. I synnerhet var den annars ganska välvillige Claes Lundin i Stockholms Dagblad onådig och skrev tämligen spydigt:
| ” | det är skada att herr Lindberg icke kunnat åstadkomma en fullt manlig ungdomsmask, utan visar en mera kvinnlig, till och med icke just så ung kvinnlig, hvilket onekligen är något störande. | „ |

För en annan Shakespeareroll, kung Richard II, som han också spelade vid Nya Teatern, fick han dock uteslutande god kritik.

### Egna teatersällskap

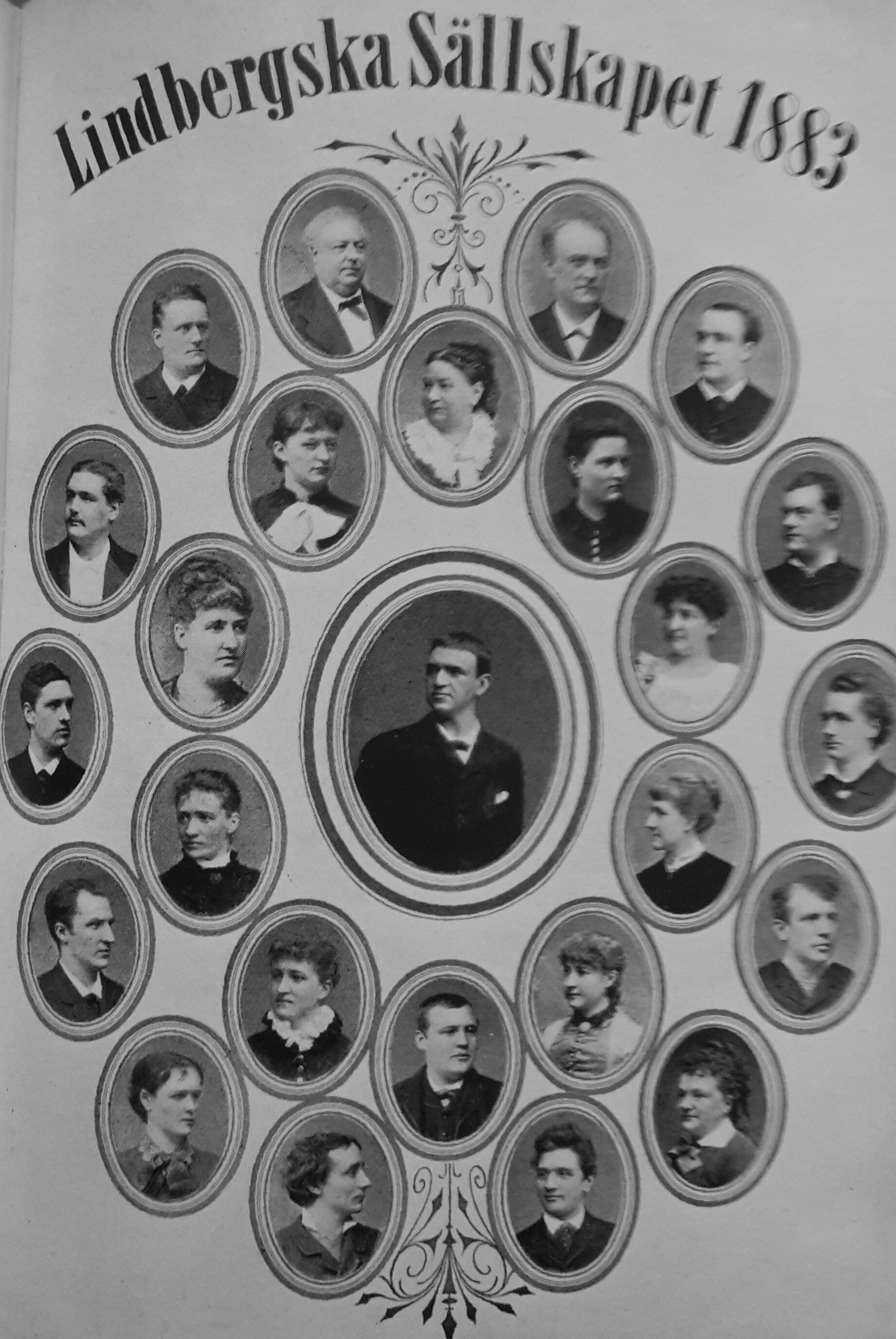
Lindbergska teatersällskapet 1883

Hösten 1882 bildade Lindberg ett eget teatersällskap, som han under två år med stor framgång förde genom Sverige, Danmark och Norge. Han hade samlat omkring sig en hel del nya krafter, för vilka han blev en utmärkt instruktör. Sällskapet spelade mycket modern dramatik, framför allt Henrik Ibsen, vars Gengångare han gav för första gången i Sverige och Europa på Helsingborgs stadsteater den 22 augusti 1883. Övriga teatrar runtom i Skandinavien hade alla tidigare avvisat stycket på grund av den moraliska storm som det utlöste. Framgången blev fullständig, framför allt hyllades Lindberg, som spelade Osvald, med stora ovationer. Därpå besökte man Malmö och Köpenhamn, där Gengångare på Folketeatret vann om möjligt ännu större framgång. Sedan styrdes färden till Stockholm, där stycket uppfördes på Nya Teatern i september 1883. Turnén gick därefter runt hela Norden, och spelades hundra gånger under ett enda spelår.

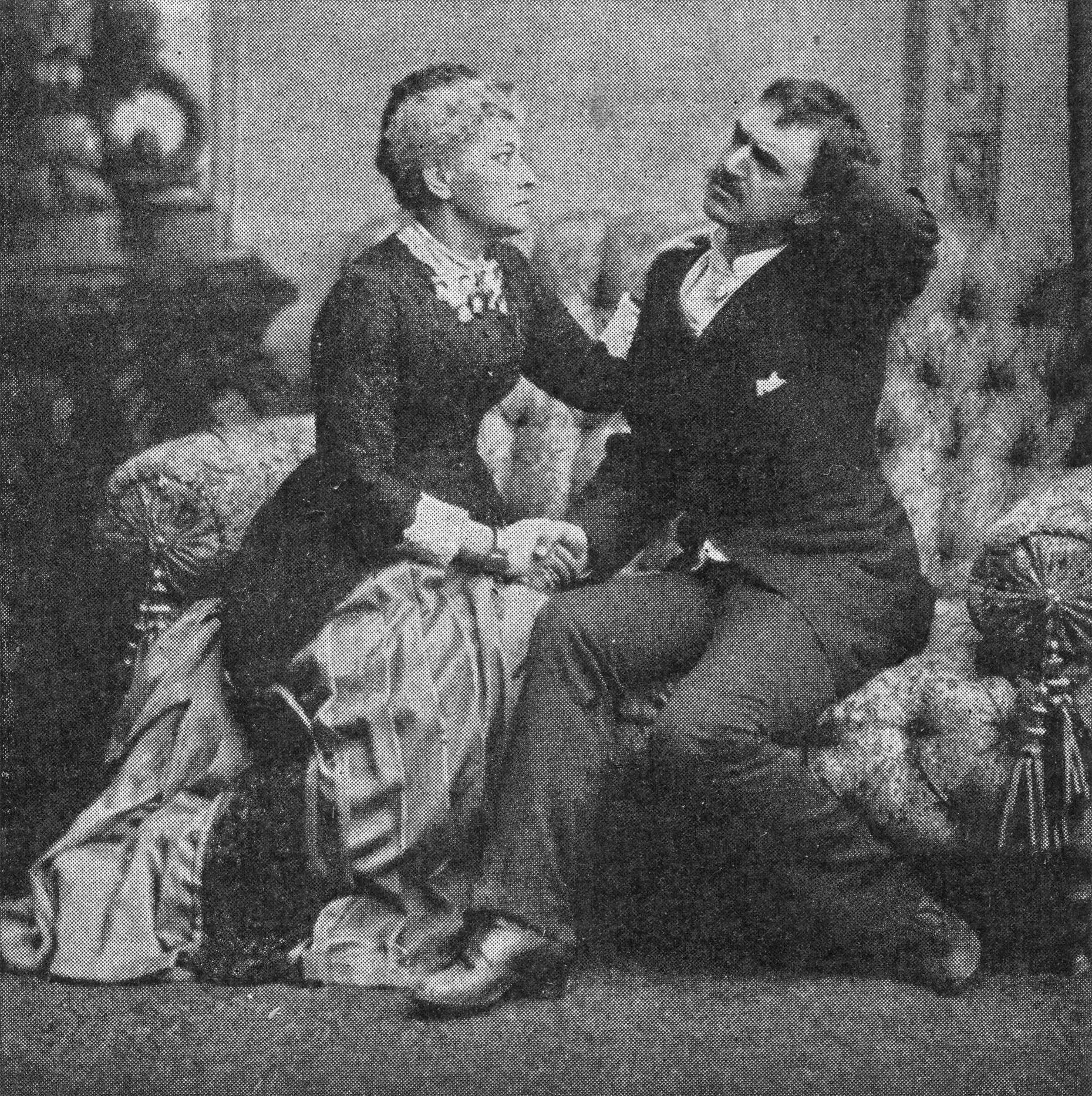
Hedvig Winterhjelm som fru Alving och August Lindberg som Osvald i Gengångare 1883.

Spelåret 1884–1885 var Lindberg, sedan han hade överlåtit sitt sällskap till Albert Ranft, som därmed första gången blev teaterledare, engagerad vid Kungliga Teatrarna som regissör, instruktör och skådespelare. Här satte han upp Ibsens Vildanden på Kungliga Dramatiska Teatern; premiären var den 30 januari 1885 och Lindberg spelade Hjalmar Ekdal. Under spelåret uppträdde han även som Hamlet på Kungliga Stora Teatern. Han trivdes emellertid inte vid de kungliga scenerna, där han inte fick göra som han ville, och redan på våren 1885 sökte han sig vidare. Under de tre följande åren, 1885–1888, uppträdde han som gäst på flera scener i Skandinavien och Finland. Han utförde under dessa år bland annat Rosmer i Rosmersholm, som togs upp på Dagmartheatret i Köpenhamn efter att tidigare ha blivit refuserat överallt.
Hösten 1888 bildade Lindberg åter ett eget sällskap, med vilket han reste i landsorten i två år, med gott resultat. De tre följande spelåren, 1890–1893, hyrde han Göteborgs två teatrar, Stora Teatern och Mindre Teatern (den senare nedbrunnen den 21 december 1892). I Göteborg förlorade han emellertid allt det han tjänat under de föregående åren. Planerna var för stora, och han var tvungen att ge upp företaget i maj 1893. Sällskapet bestod både av en lyrisk och en dramatisk avdelning. Stora operor som Faust, Romeo och Julia och Den vilseförda gavs, och utöver en mängd komedier och lustspel uppfördes stora skådespel som Sardous Allt för fosterlandet, Ibsens Härmännen på Helgeland, Shakespeares En vintersaga och naturligtvis även Hamlet. Flera Ibsenstycken upptogs, som Kärlekens komedi (1890), med Lindberg som Guldstad, samt Peer Gynt (1892) och Byggmästare Solness (1893), i vilka han spelade titelrollerna. Våren 1893 turnerade han med Byggmästare Solness; bland annat gavs tre föreställningar på Kungliga Operan. I maj samma år, sedan företaget i Göteborg upphört, gav han tjugo föreställningar på Vasateatern. Spelåret 1893–1894 var Lindberg engagerad vid Svenska Teatern i Helsingfors. Under de närmast följande åren hade han åter ett eget sällskap, med vilket han i april 1895 uppträdde på Kungliga Operan, då han gav Gerhart Hauptmanns drömdikt Hanneles himmelsfärd, Ibsens Peer Gynt och Frans Hedbergs Bröllopet på Ulfåsa, där han själv spelade Priorn. Spelåret 1896–1897 turnerade han med Ibsens John Gabriel Borkman, vars titelroll blev en av hans främsta rolltolkningar.
Spelåret 1897–1898 var han instruktör och regissör vid Kungliga Dramatiska Teatern, och året därpå övergick han till Albert Ranft vid Svenska Teatern i Stockholm, men tröttnade på att "bland en ytterst talrik personal så ofta få göra ingenting". Han beslöt därför att öva in Shakespeares dramatiska dikt Stormen och ensam tolka den på scenen. Uppsättningen fick premiär i Göteborg hösten 1900, och Gustaf Collijn beskriver recitationen som en "verklig bragd": "På ett underbart sätt förstod han att karakterisera de olika personerna, än med rösten, än med särskilda rörelser som kom en att strax känna igen dem." Senare utvidgade han sin uppläsningsrepertoar med Goethes Faust, Ibsens Peer Gynt och Sofokles Kung Oidipus. Ingen av dessa ska dock ha kunnat mäta sig med Stormen.

### Kungliga Teatern och utlandsturné

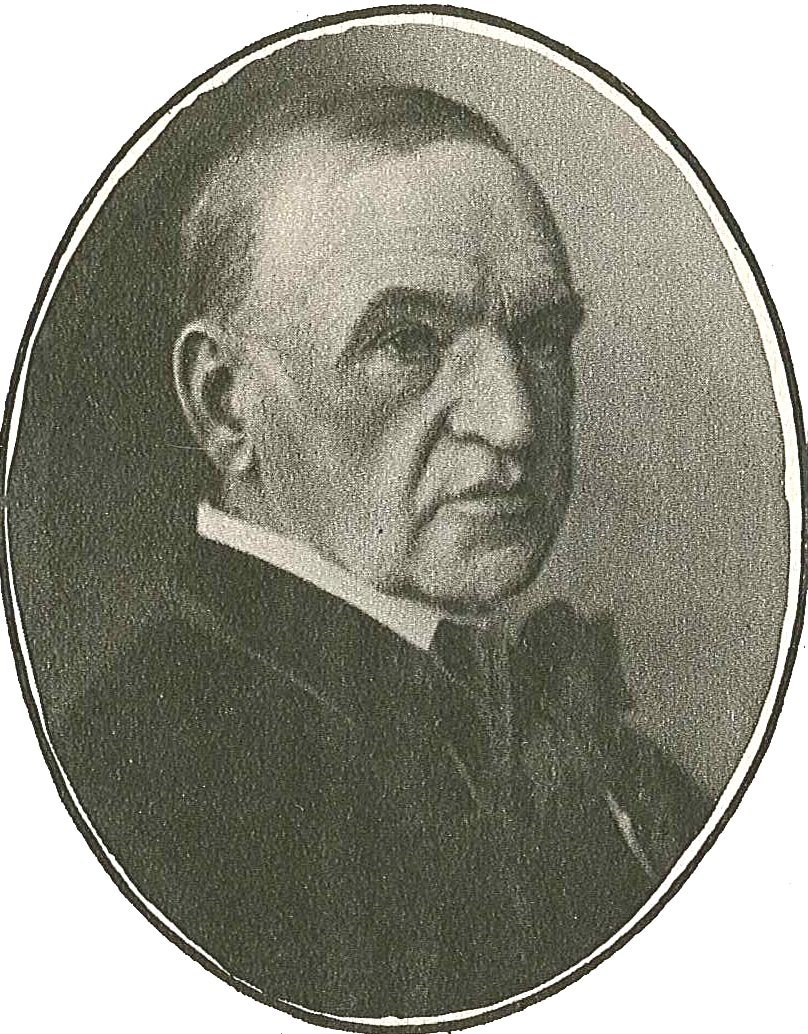
August Lindberg på ålderns höst.

Våren 1903 erbjöds Lindberg av operachefen Axel Burén en plats som operaregissör vid Kungliga Teatern, och han blev kvar på denna post i tre år och satte upp flera operor som länge kom att kvarstå på repertoaren, såsom Tjajkovskijs Eugen Onegin (1903) och Puccinis Tosca. Därefter kom han åter till Dramatiska Teatern, där han verkade som skådespelare spelåret 1906–1907, det sista året innan det nya teaterhuset vid Nybroplan byggdes. Under gamla Dramatens sista år spelade han bland annat Kung Lear mot Gerda Lundequist och systrarna Astri och Margit Torsell, en uppsättning som dock inte nådde upp till Hamlets framgångar. När den dramatiska scenen flyttade ut från Mindre teatern till nya Dramaten följde han med, och blev kvar där under sina återstående år, undantaget en turné till England och Nordamerika hösten 1911, då han var tjänstledig från Dramaten. I London gav han recitationsaftnar med Stormen och Kung Oidipus, och i USA uppträdde han bland annat i New York, Chicago och San Francisco. Här gav han dels recitationsaftnar, dels Ibsens Gengångare, Strindbergs Gustaf Vasa och Tor Hedbergs Johan Ulfstjerna. I styckena medverkade, förutom sonen Per, som var medarrangör till turnén, även svenska skådespelare boende i de olika städerna. Turnén avslutades i maj 1912.
Bland Lindbergs roller under hans sista anställning vid Kungliga Dramatiska Teatern kan nämnas Macbeth, Redaktör Johannes Ramseth i Heibergs Kung Midas, Hans Brask i Strindbergs Riksföreståndaren, Doktor Cyprian i Schnitzlers Professor Bernhardi, gamle Levin i Nathansens Innanför murarna, den gamle rucklaren St. Olpherts i Pineros Den beryktade fru Ebbsmith och violinläraren Führing i Goldschmidts Evig kärlek. Sista gången han stod på scen var som Greve d'Eguzon i de Caillavets och de Flers opera buffa Äventyret den 10 mars 1915, varefter han av sjukdom hindrades att uppträda. Efter långvarig sjukdom avled han i lungcancer den 18 november 1916 i sitt hem i Råsunda, där han under de senare åren bodde om vintrarna. Lindberg är begravd på Norra begravningsplatsen i Stockholm. 

## Priser och utmärkelser

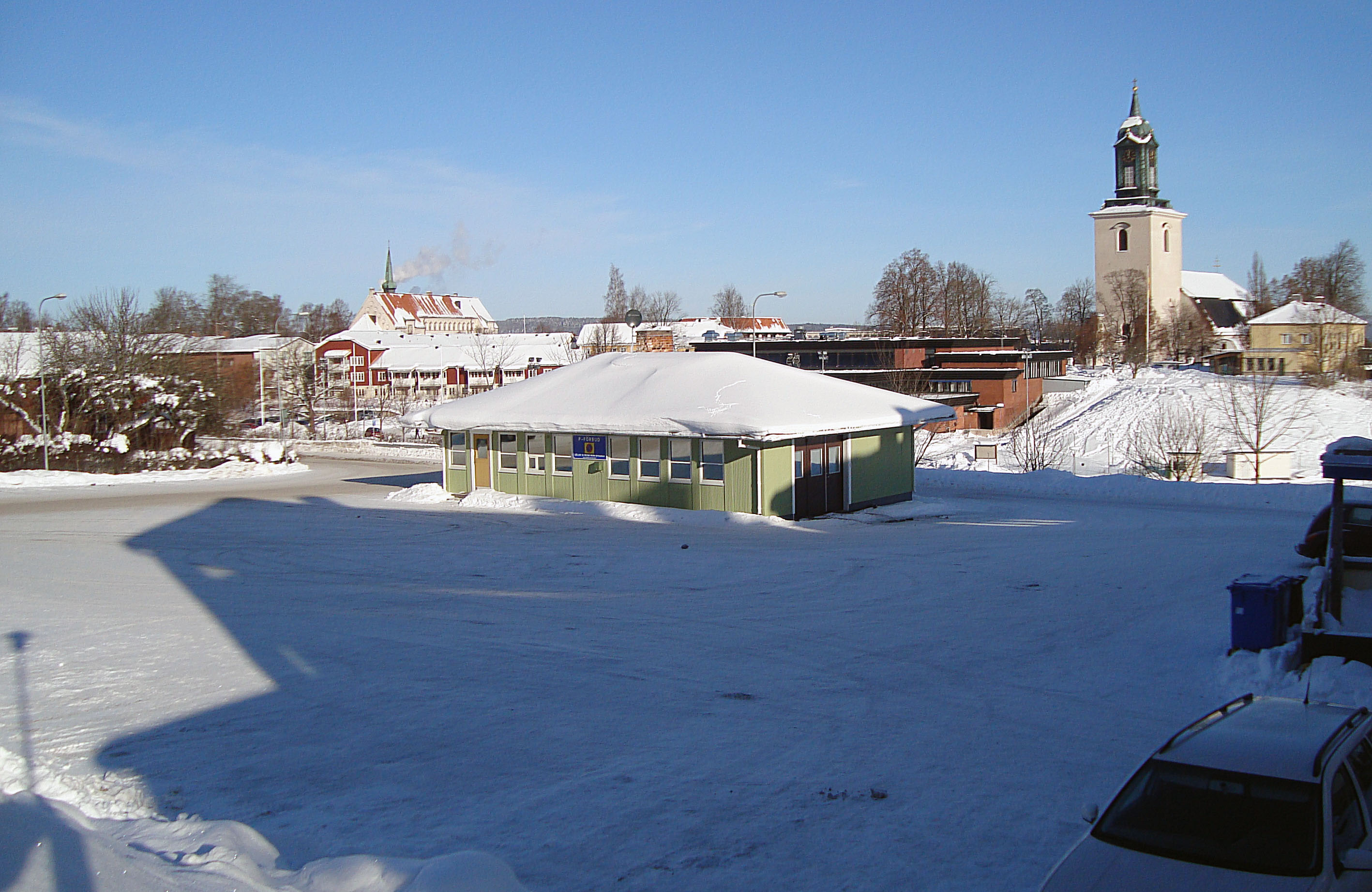
August Lindbergs plan i Hedemora.

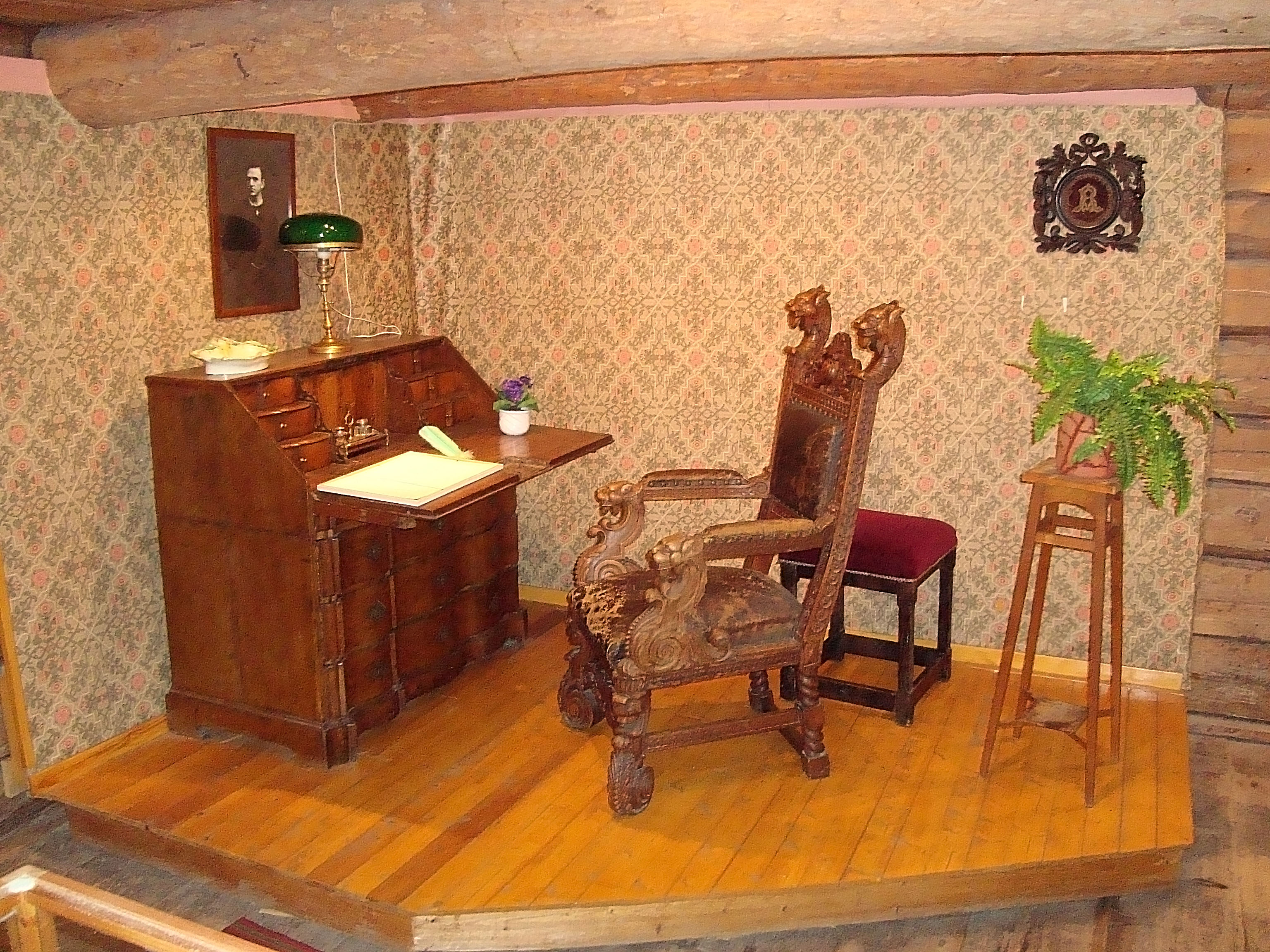
Del av Lindbergsmuseet i Hedemora teaterlada.

Lindberg tilldelades den 14 december 1897 medaljen Litteris et artibus av Oscar II, och av kung Gustaf V utnämndes han 1913 till riddare av Nordstjärneorden.
I födelseorten Hedemora ligger August Lindbergs plan, som har fått sitt namn efter Lindberg, och det finns även ett rum i Teaterladan inrett som ett litet museum över Lindbergs liv och verk.

## Eftermäle
Lindberg hade flera excentriska egenheter både i sitt spel och sin diktion, och han blev ofta härmad. Ändå ansågs han som en mycket stor skådespelare och teaterman. Johannes Svanberg skriver 1918 följande i sin Kungl. teatrarne under ett halft sekel 1860-1910:
| ” | Var August Lindberg egentligen någon stor skådespelare? Strängt taget icke. Han var ofta ojämn och famlande, kunde gifva förträffliga detaljer, men icke alltid en hel personlighet. Trots detta var han som skådespelare en ytterst intressant företeelse och en föresyn för det yngre släktet genom den utomordentliga entusiasm för sin konst och för de stora dramatiska författarnes verk, som han alltid lade i dagen och genom det allvar och den okufliga energi, som alltid präglade hans arbete. Som teaterledare var han måhända rent af epokgörande genom framförandet af en hel del arbeten, som utan hans kraftiga initiativ ej på långa tider torde hafva kommit till framförande på svensk scen. | „ |

I Svenskt biografiskt handlexikon (1906) ges följande omdöme om Lindbergs konst:
| ” | L. är en synnerligen intressant skådespelare, hvars stora talang likväl länge, till följd af något visst bizarrt, som L. stundom låter komma sig till last, varit från flera håll omtvistad. L. utarbetar ständigt noga sina roller – sin Hamlet har L. gång på gång genomarbetat och delvis ändrat – och är otvifvelaktigt, i trots af sitt egendomliga sätt att tala, en mästare i l’art de dire. Besjälad af ett brinnande intresse för sin konst, har han varit mycket verksam för den sammas höjande på olika sätt. Det är tack vare L., som flera af Ibsens dramer upptagits på svensk scen. Som regissör och instruktör vet L. att ingifva sin omgifning lif och lust för arbetet. | „ |

Författaren och konstkritikern August Brunius skriver följande:
| ” | Han var född i en underlig brytningstid mellan nytt och gammalt, han hade sett romantiken ännu lefvande, i litteraturen och på scenen, han hade varit med om naturalismens, problemdiskussionernas och problemdramernas genombrott, han hade känt de nya känslorna spira i den nya tiden vid sekelskiftet. Dessa brytningar tvungo honom icke att begränsa sig. Han hade i sitt eget väsen rätt besynnerliga och, skulle man tycka, oförenliga drag. Han var om man så vill fantast. Det var omöjligt då man hörde honom på nytt — och detta på scenen och i lifvet och på föreläsarens estrad — att undgå att rycka till vid de första tonfallen som för en röst ur grafven. Hur olika han var alla andra, de goda konstnärerna och de dåliga, de poserande och de ärliga. | „ |

Författaren och litteraturkritikern Bo Bergman:
| ” | Hans meritlista var icke bara hans rollista. Som instruktör, som impulsgifvare har han haft en känd och erkänd betydelse vid sidan af sin skådespelarverksamhet. Hans personlighet genomsyrade båda facken. Han ägnade det hela sin tro, hela sitt lifs största sträfvanden, hela sin ännu ungdomliga hängifvenhet. I hårdnackad energi och i flammande och ideelt patos stod han som ett föredöme. Men i sitt konstnärskap stod han ensam. Han hörde inte till de sceniska artister som bilda skola — därtill var hans personlighet för skarpt och individuellt modellerad. Men med sin lifsgärning har han inpräntat hänförelsens och arbetets nödvändighet i konsten, liksom troheten mot sig själf. Stor och ojämn och sökande var hans egen konst — men ett är säkert: att det hade sett mycket fattigare ut i våra teaterannaler om inte August Lindberg hade funnits. | „ |

## Familj och privatliv
| Augusta Lindberg, 1906. |  | Per Lindberg. |
| Augusta Lindberg, 1906. |  | Per Lindberg. |

August Lindberg ingick den 16 januari 1885, under sitt andra engagemang vid Kungliga Teatrarna, äktenskap med skådespelerskan Augusta Wilhelmina Blomstedt (1866–1943). Han var far till författaren Stina Bergman (1888–1976, gift med Hjalmar Bergman), regissören Per Lindberg (1890–1944) och Greta Lindberg (1886–1978, gift första gången med Tor Bonnier och andra gången med Sixten Strömbom).
Vid sin död bodde Lindberg i Råsunda. Han hade dessutom en villa i Dalarö, där han med sin familj under en lång rad år tillbringade somrarna.

## Teater

### Roller (ej komplett)
| År   | Roll                       | Produktion                                              | Regi            | Teater                       |
| ---- | -------------------------- | ------------------------------------------------------- | --------------- | ---------------------------- |
| 1874 | Bengt Lagman               | Bröllopet på Ulfåsa Frans Hedberg                       |                 | Nya Teatern, Göteborg        |
| 1876 | Klas Tott                  | Drottning Christina Jeanette Stjernström                |                 | Nya teatern                  |
| 1876 | Lord Seymour               | En arbetare Lorentz Dietrichson                         |                 | Svenska teatern, Helsingfors |
| 1877 | Gunnar Herse, bonde        | Kämparne på Helgeland Henrik Ibsen                      | August Lindberg | Elfforska sällskapet         |
| 1888 | Wilhelm Hammer             | Hela verlden José Echegaray                             |                 | August Lindbergs sällskap    |
| 1898 | Botvid                     | Bröllopet på Ulfåsa Frans Hedberg                       | Harald Molander | Svenska teatern, Stockholm   |
| 1898 | Karsten Jerven, fil. kand. | Vid rikets port Knut Hamsun                             |                 | Svenska teatern, Stockholm   |
| 1898 | Hamlet                     | Hamlet William Shakespeare                              |                 | Svenska teatern, Stockholm   |
| 1898 | Rikard II                  | Konung Richard II William Shakespeare                   | August Lindberg | Svenska teatern, Stockholm   |
| 1900 | Arnold Rubek               | När vi döde vakna Henrik Ibsen                          |                 | Svenska teatern, Stockholm   |
| 1900 |                            | Stora syster Jules Lemaître                             |                 | Svenska teatern, Stockholm   |
| 1900 | Mäster Olof                | Gustav Vasa August Strindberg                           |                 | Svenska teatern, Stockholm   |
| 1915 | Valentin Le Barroyer       | Äventyret Gaston Arman de Caillavet och Robert de Flers | Karl Hedberg    | Dramaten                     |

### Regi (ej komplett)
| År   | Produktion        | Upphovsmän          | Teater                                        |
| ---- | ----------------- | ------------------- | --------------------------------------------- |
| 1908 | Antigone Ἀντιγόνη | Sofokles            | Dramaten Regi tillsammans med Knut Michaelson |
| 1909 | Erotikon          | Per Hallström       | Dramaten                                      |
| 1909 | Macbeth           | William Shakespeare | Dramaten Regi tillsammans med Knut Michaelson |